# Peugeot 4007
Peugeot 4007 – samochód osobowy typu SUV klasy średniej produkowany przez  francuską markę Peugeot w latach 2007 – 2012.

## Opis modelu

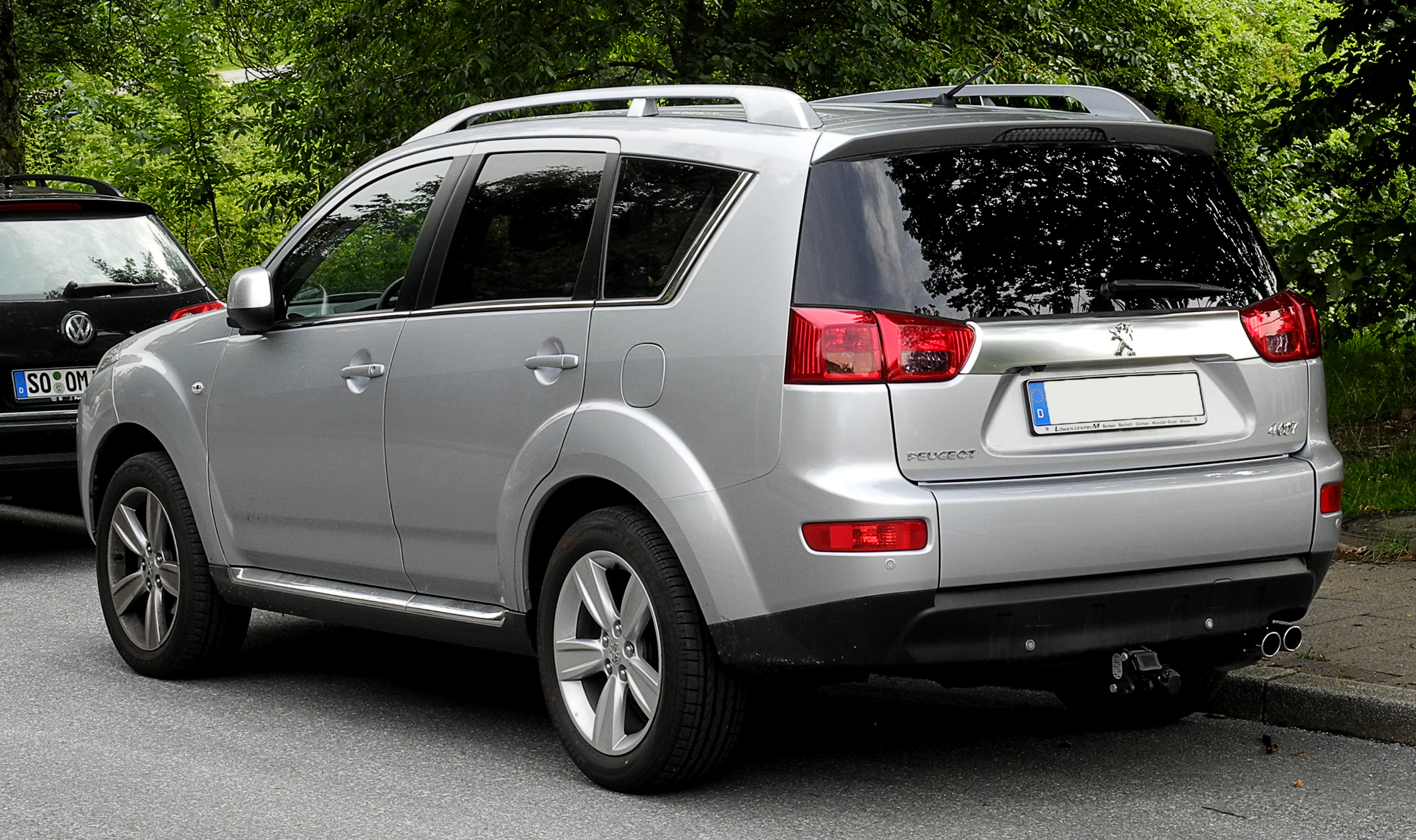
Peugeot 4007 - tył

Odpowiednikiem w gamie modeli Citroëna był model C-Crosser, który wraz z 4007 montowany był przez Mitsubishi w fabryce znajdującej się w Okazaki.Oba modele oparte były na drugiej generacji Outlandera. Model 4007 jak i C-Crosser były pierwszymi produkowanymi w Japonii samochodami sprzedawanymi przez francuską markę.

### Silniki
- Wysokoprężne
- 2,2 l DW12 HDi turbodiesel R4, 156 KM (114 kW), 380 Nm; wraz z filtrem cząsteczek stałych oraz 6-biegową skrzynią biegów, zdolny do pracy na 30% biodieslu[2]

- Benzynowe
- 2,0 l DOHC 16 zaworów MIVEC R4, 147 KM (ten sam silnik stosowany jest w modelu Outlander)[3]
- 2,4 l 4B12 DOHC 16 zaworów MIVEC R4, 170 KM (ten sam silnik stosowany jest w modelu Outlander)